# Els Prats de Rei
Els Prats de Rei es un municipio y localidad española de la provincia de Barcelona, en la comunidad autónoma de Cataluña. El término municipal, ubicado en la parte norte de la comarca de Noya, tiene una población de 553 habitantes (INE 2024).

## Toponimia
El topónimo oficial del municipio es Els Prats de Rei. Entre los censos de 1842 y 1981, el nombre oficial fue Prats del Rey. El nombre del lugar puede encontrarse también escrito a lo largo de los años con las variantes Prats de Rey y Los Prats de Rey.

## Geografía
El municipio está situado en la zona conocida como depresión central catalana, en el altiplano de la Segarra. Actualmente pertenece a la comarca de Noya (Alta Noya), situada entre los 600 y 750 m sobre el nivel del mar. Limita al norte con San Pedro Salavinera, al este con Aguilar de Segarra y Rubió, al sur con Rubió, y al oeste con Calaf, San Martín Sasgayolas y Veciana.

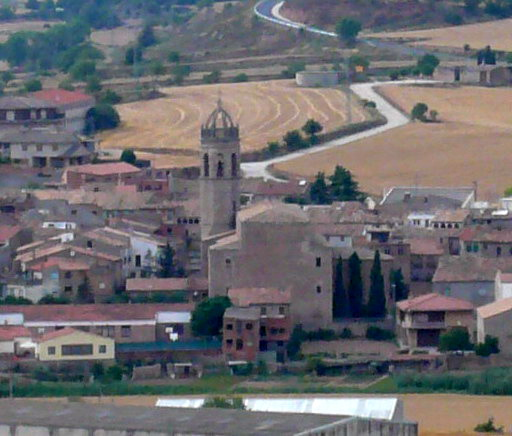
Iglesia de Santa María

El núcleo principal es formado por casas alrededor de la iglesia de Santa María. Al este de la villa también hay la urbanización de las Parcelas. Al sur del municipio hay la Torre de la Manresana, una torre de vigilancia y restos de un castillo medieval documentados desde 1034.

## Climatología
Tiene un clima de transición mediterráneo-continental, con lluvias escasas, veranos secos y calurosos e inviernos fríos, con frecuentes heladas, propio de la Meseta de la Segarra. Los inviernos son fríos, con niebla, nieve y heladas; las temperaturas mínimas suelen ser de bajo cero. Los veranos son secos y calurosos, con temperaturas que se pueden ensartar por encima de 35 °C. En cuanto a las precipitaciones no superan los 600 mmm el año, a pesar de que las lluvias se suelen producir cuando son necesarias y esto hace que, a pesar de ser un país de secano, las cosechas de cereales sean comparativamente de las más altas de Cataluña.
La temperatura mediana anual del municipio es de 12 °C. El mes más cálido es el julio, con 21.3 °C de media, y el más frío es el enero, con 5.5 °C. Las precipitaciones son escasas e irregulares, a pesar de que todos los meses tienen una cantidad considerable de precipitaciones. Estas pueden darse de todos los tipos; en forma de lluvia, nieve, granizo y piedra.

## Economía
La economía actual está muy diversificada; ha pasado de un predominio casi total de la agricultura a un reparto bastante significante en otros sectores industriales, comerciales, de servicios, etc. En la villa hay pequeñas industrias de confección de ropa, carpintería, serrería, del sector de la metalurgia, harinera…. El comercio ha sufrido un descenso importante en los últimos años. Se han ido cerrando tiendas hasta llegar a la situación actual: tres tiendas de comestibles – dos de las cuales son también hornos – y una gran superficie dedicada a la venta de tractores y maquinaria agrícola. También hay granjas de cerdos y conejos.

## Historia
En la excavaciones en curso desde julio de 2013 se han exhumado restos de la muralla y el foso del poblado ibérico, así como cerámica griega de los siglos V-IV a. C. Esta campaña arqueológica está dirigida por la arqueóloga Natalia Salazar, quien identifica a dicho asentamiento íbero con Sikarra, datado en el siglo VIII a. C. Se han hallado también en el oppidum restos romanos de los siglos II-I d. C. Su máxima extensión ha sido estimada en unos 13 000 m². Otro estudio anterior basado en evidencias numismáticas encontradas en la campaña de 1972-1975, publicado en 1998, identifica al poblado con Iltirkesken.
Durante los siglos III y V a. C. fue un núcleo importante de población. En época romana ostentó la capitalidad de la comarca de la Segarra histórica. Se ha localizado el más antiguo testimonio del topónimo "Municipium Sigarrensis", inscrito en una lápida romana de alrededor del siglo I de nuestra era.

## Fiestas
Els Prats de Rei celebra dos fiestas mayores. En invierno se hace el Pesebre Viviente, que atrae a mucha gente en el pueblo.
- El belén viviente (del 26 de diciembre al 11 de enero).
- Fiesta mayor (13, 14, 15 y 16 de agosto)
- 2.ª fiesta mayor.

## Blasonado

### Escudo
Escudo losanjado cuarterado: primero y cuarto de argén, con 3 rosas de gules; segundo y tercero de oro, con 4 palos de gules. Por timbre una corona mural de villa.
Fue aprobado el 16 de junio de 1983.
Armas parlantes: las rosas son una señal referido al nombre de Prats, y los reyes están representados por las cuatro barras de Cataluña. La villa real de Prats recibió la carta de población de Alfonso I de Provenza en el 1188.

## Demografía

### Población por núcleo
El término municipal de Els Prats de Rei incluye cuatro núcleos o entidades de población. 
Lista de población por entidades:
| Entidad de población | Habitantes (2009) |
| -------------------- | ----------------- |
| La Manresana         | 29                |
| Prats del Rey        | 497               |
| Seguers              | 9                 |
| Solanelles           | 3                 |
| Fuente: Municat      |                   |

### Evolución demográfica
Els Prats de Rei cuenta con una población de 553 habitantes (INE 2024).
| Gráfica de evolución demográfica de Els Prats de Rei entre 1842 y 2021 |
| |
| Población de derecho según los censos de población del INE. Población de hecho según los censos de población del INE.En estos censos se denominaba Prats del Rey: 1842, 1857, 1860, 1877, 1887, 1897, 1900, 1910, 1920, 1930, 1940, 1950, 1960, 1970 y 1981. Entre el censo de 1857 y el anterior, crece el término del municipio porque incorpora a San Pedro del Vin. |

| 883                        | 783 | 831 | 568 | 537 |
| (Fuente: [cita requerida]) |     |     |     |     |

- Gráfico demográfico de Prats del Rey entre 1717 y 2007

1717-1981: población de hecho; 1990- : población de derecho

## Patrimonio

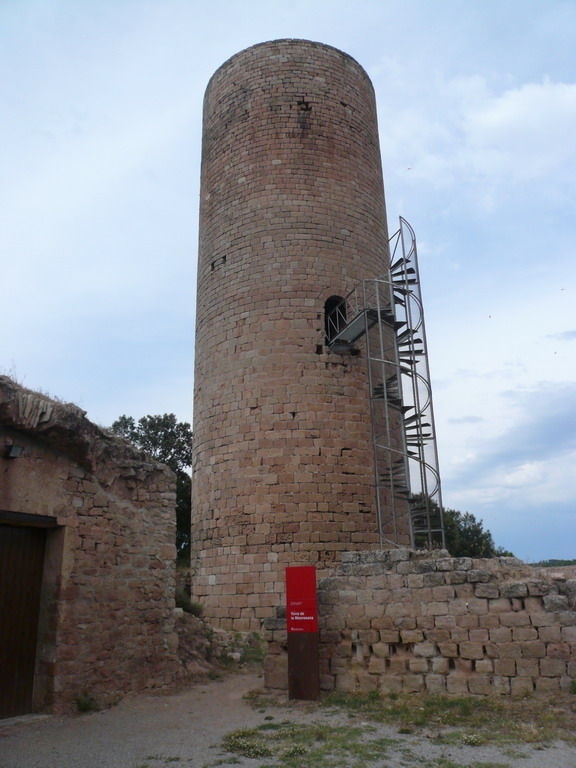
Torre de la Manresana con terraza de 21 m de altura

- En La Manresana existía un castillo cuya torre cilíndrica se conserva perfectamente convirtiéndose en una bella torre románica.
- Prats del Rey era una villa totalmente fortificada. En sus calles, que desembocan a la plaza Major parcialmente porticada, hay remarcables edificaciones como la casa de la villa, con ventanales y elementos del gótico civil.
- La iglesia parroquial, dedicada a Santa María, de estilo barroco y fue edificada entre 1685 y 1713.[11]

## Administración
| Periodo   | Nombre                           | Partido |
| --------- | -------------------------------- | ------- |
| 2003-2007 | María Bertran Bascompte          | CiU     |
| 2007-2011 | Francesc Duocastella Cortadellas | GAP     |